# Cora chirripa
Cora chirripa är en trollsländeart. Cora chirripa ingår i släktet Cora och familjen Polythoridae.

## Underarter
Arten delas in i följande underarter:
- C. c. chirripa
- C. c. donnellyi